# Северо-Чуйский хребет
Северо-Чуйский хребет — горный хребет в Алтайских горах. Водораздел реки Чуи (на севере от хребта) и рек Карагем и Чаганузун (на юге).
Длина хребта около 120 километров. Наибольшей высоты хребет достигает в центральной части, известной под названием горного узла Биш-Иирду, в котором сосредоточено основное оледенение хребта. Средняя высота хребта здесь около 3600 м, а ряд вершин превышает 4000 м (Маашей-баш — 4173 м, Актру — 4044,4 м). В центральной части — около 200 ледников общей площадью около 175 км², крупнейший — ледник Маашей. Хребет сложен глинистыми сланцами, песчаниками, известняками, метаморфическими породами. Преобладает глубоко расчленённый рельеф. На склонах до высоты 2200—2400 м располагается лиственнично-кедровая тайга, выше — альпийские луга, тундры.
Ближайшие населённые пункты — Иодро, Белый бом, Чибит, Акташ, Курай, Чаган-Узун, Бельтир (старый), Инегень.

## Климат
Климат в районе Северо-Чуйского хребта резко континентальный. Для него характерна больша́я разница между дневной и ночной температурами, холодная зима и короткое тёплое лето. Летним днём температура на высокогорных озёрах — Шавлинских, Маашей, Камрю и других — не поднимается выше +25 °C градусов, а ночью может опуститься до 0 °C.

## Галерея

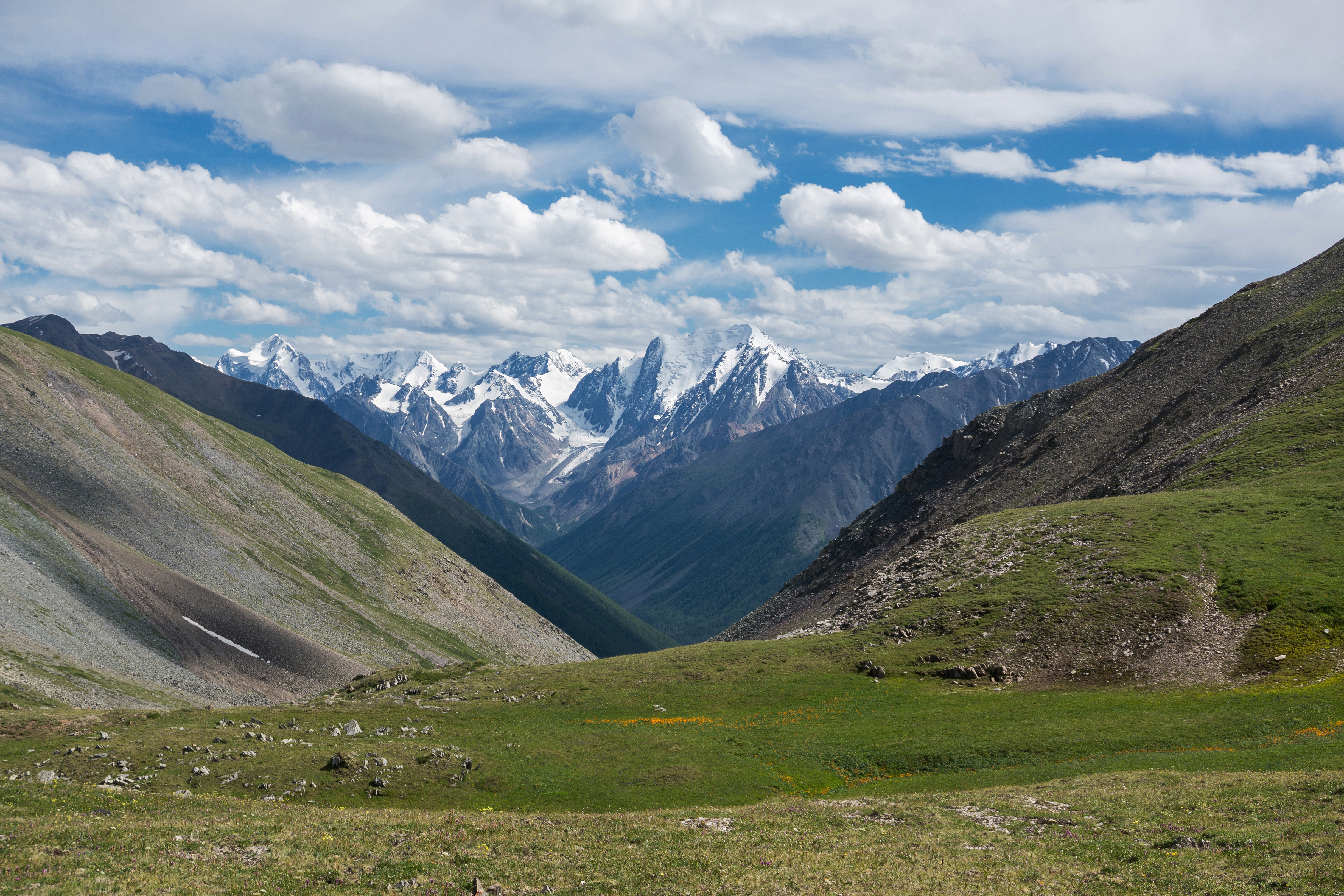
Вид на Северо-Чуйский хребет с перевала между плато Ештыкёль и долиной Шавлы
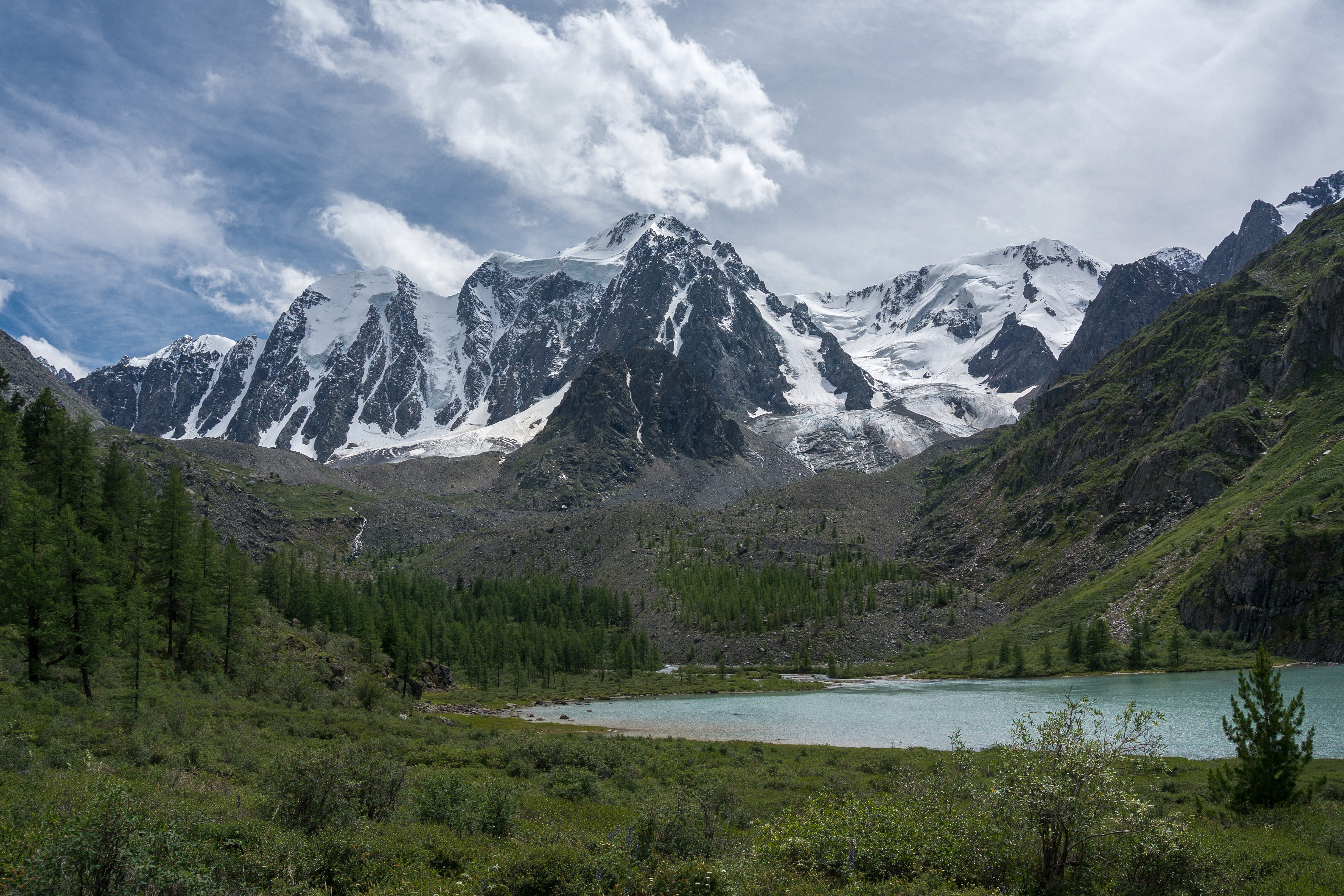
Верхнее Шавлинское озеро на фоне Северо-Чуйского хребта
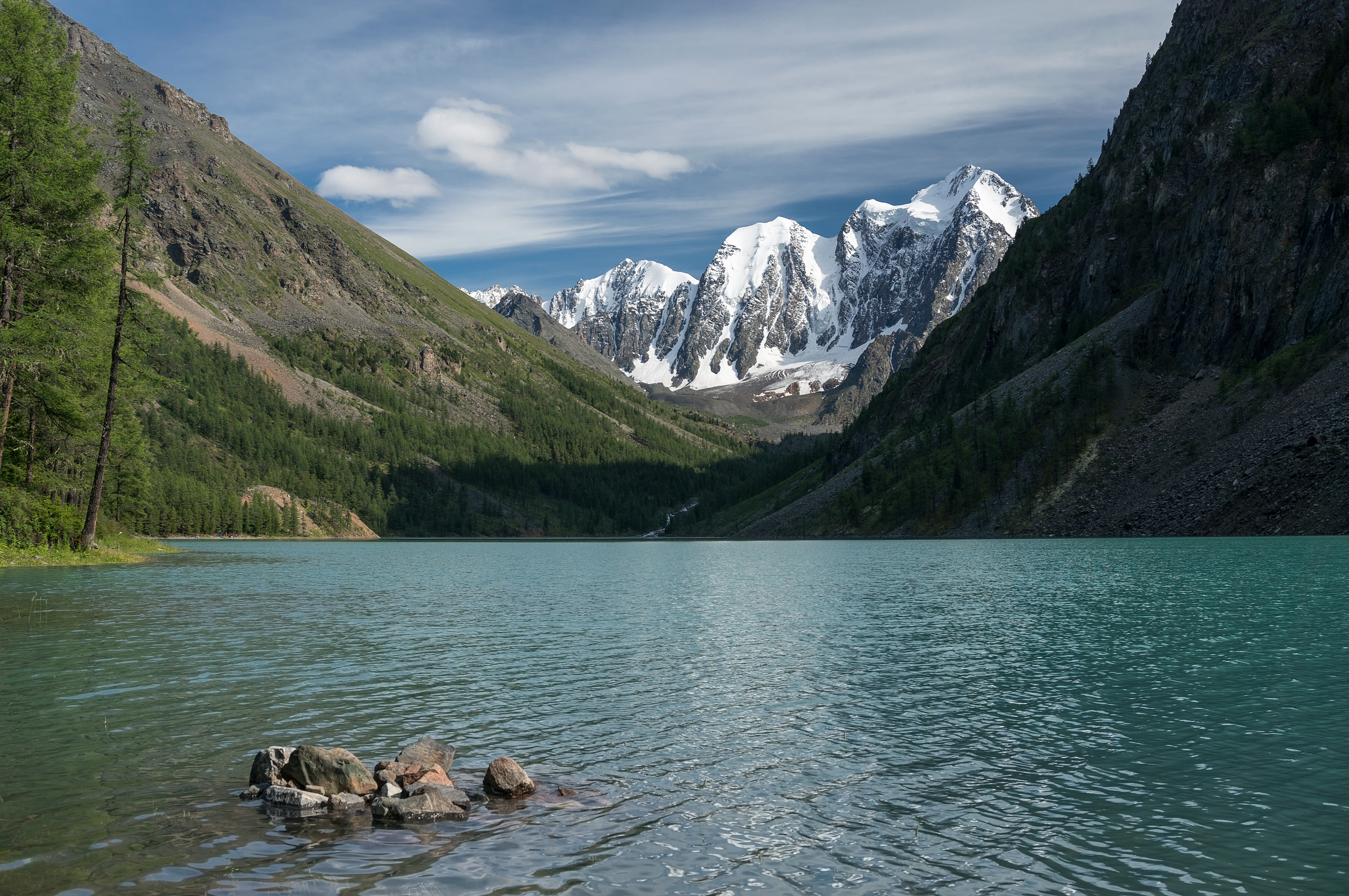
Нижнее Шавлинское озеро на фоне Северо-Чуйского хребта
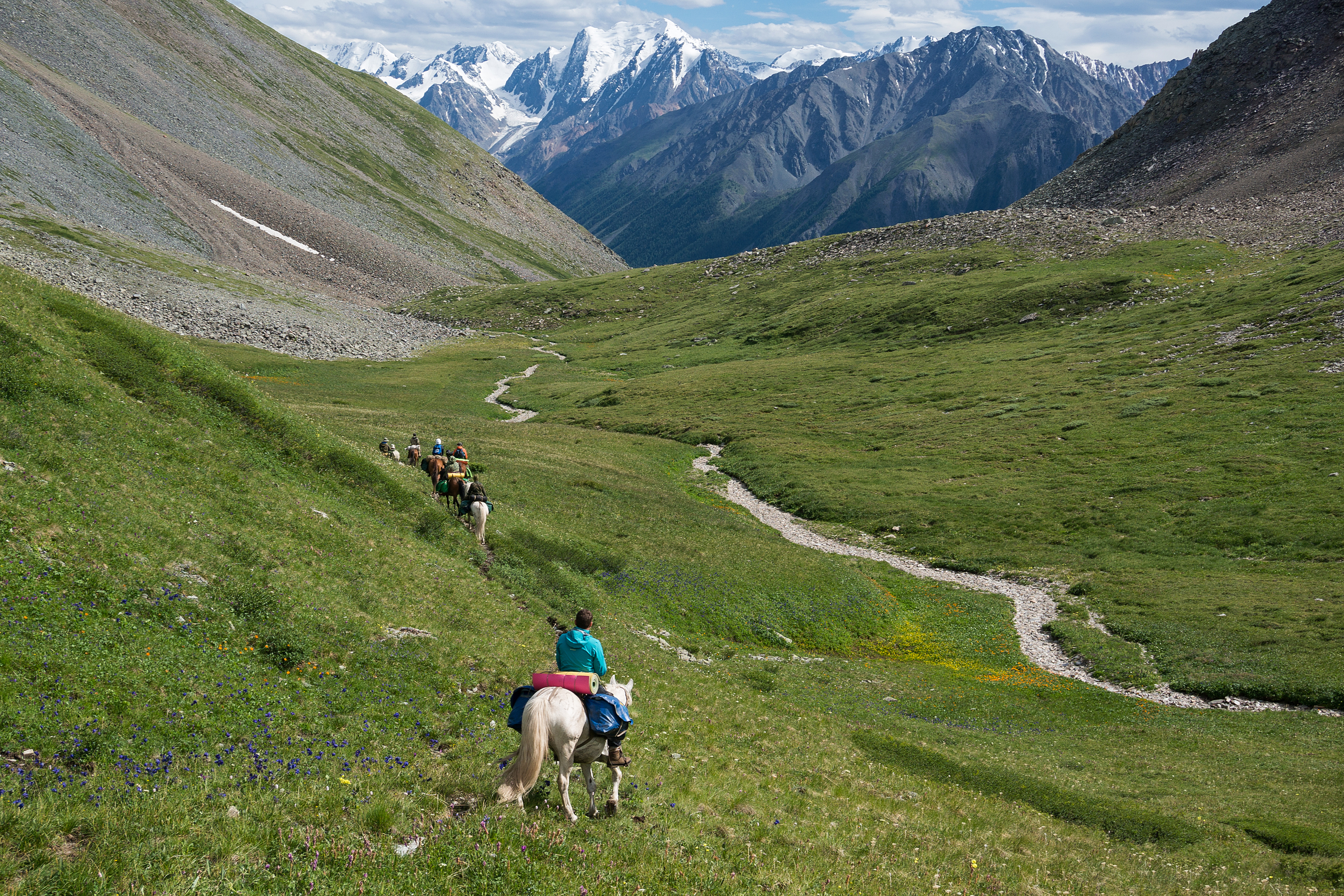
Вид на вершины Северо-Чуйского хребта из-за долины Шавлы
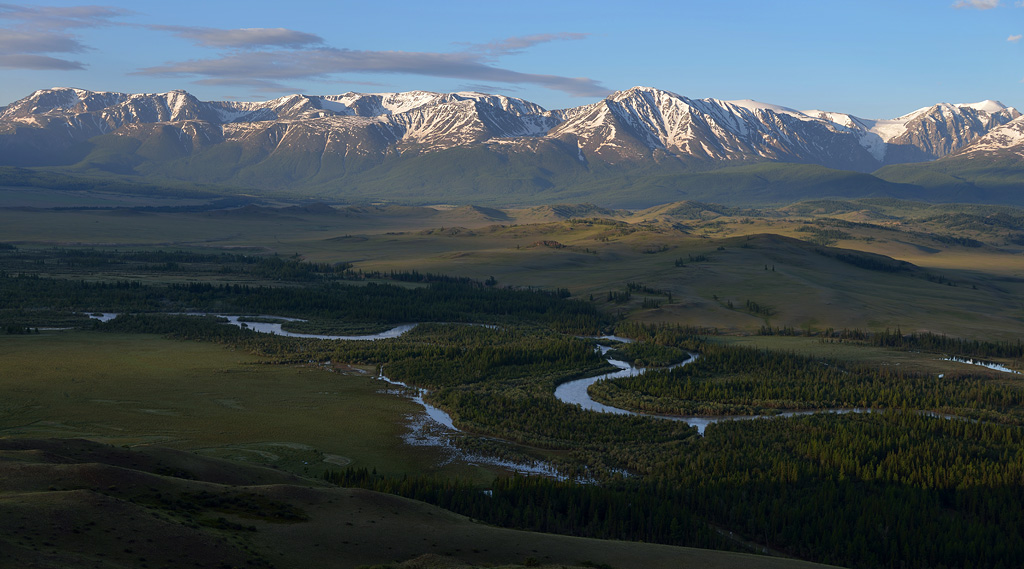
Река Чуя на фоне хребта